# Acropora tumida
Acropora tumida là một loài san hô trong họ Acroporidae. Loài này được Verrill mô tả khoa học năm 1866.